# Do mayor
La tonalidad de do mayor  (también DoM en notación latina o también llamada escala modelo y C en notación anglosajona) se basa en una escala mayor sobre la nota do, que consiste en las notas do, re, mi, fa, sol, la, si y do'.
Su armadura no contiene bemoles ni sostenidos. Su relativa menor es la menor, y su tonalidad homónima es do menor.
Debido a sus notas musicales, los acordes mayores de su tonalidad son do mayor, fa mayor y sol mayor', los menores son la menor, re menor y mi menor', y si es su acorde disminuido.
Do mayor es una de las tonalidades más frecuentemente usadas en la música. Muchos instrumentos transpositores suenan en su tonalidad original cuando ejecutan una parte escrita en do mayor. Por ejemplo, un clarinete en si bemol que toca una obra escrita en do mayor, sonará en si bemol mayor. Las teclas blancas del piano corresponden a la escala de do mayor. 
Muchas misas y tedeums en la música clásica están en do mayor.
Para una guitarra, do mayor no es considerada la tonalidad ideal, ya que las cuerdas más graves, al aire, dan mi (que serviría para tocar una obra en mi mayor) y la (que serviría para tocar una obra en la mayor). Las tres notas del acorde de dominante (sol, si y re) son posibles como cuerdas al aire, pero el acorde de la tónica no lo es.
Gran parte de los ejercicios para principiantes de teclado están en do mayor, por lo que la tonalidad también está asociada a la ejercitación del piano. Algunas obras han echado mano de ello, por ejemplo el número «Pianistas» de El carnaval de los animales (de Camille Saint-Saëns) y «Doctor Gradus ad Parnassum» de Children’s Corner (de Claude Debussy).

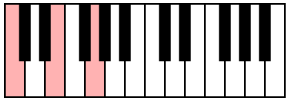
El acorde de tríada: do - mi - sol.

## Tonalidad modelo
La tonalidad de do mayor es la que se utilizó como modelo para crear el modo mayor. En la escala de do mayor hay un tono entre todas las notas, menos entre mi y fa y entre si y do, donde hay medio tono.

## «Color» de la tonalidad
En la antigüedad y hasta fines del siglo XIX, los músicos utilizaban un sistema de afinación imperfecto, que hacía que el intervalo mínimo (el semitono) tuviera varios tamaños diferentes, bastante perceptibles al oído. Eso hacía que cada tonalidad fuera fácilmente reconocible, debido a su serie de intervalos diferentes. 
Do mayor era la tonalidad que tenía menos errores de temperamento, por lo que sonaba más luminosa que las demás.
Así, Marc-Antoine Charpentier (1643-1704) y Jean-Philippe Rameau (1683-1764) consideraron el do mayor como una tonalidad para música alegre. Todavía en 1856, Hector Berlioz (1803-1869) la describió como «seria, pero sorda y apagada».
En cambio, con el sistema de afinación actual ―que se utiliza en todo el mundo desde principios del siglo XX y que se denomina temperamento igual―, todos los semitonos tienen el mismo tamaño: 100 cents. Por lo tanto, todas las tonalidades son idénticas ―por definición― y tienen el mismo color.
Las únicas dos categorías que tienen distinto carácter per se son el modo mayor y menor de cada tonalidad.
A veces puede verse que músicos que trabajaron durante el siglo XX se refieren a que una tonalidad es más «seria» o más «alegre», pero eso no es generado por la propia tonalidad, sino por la melodía, la armonía y el ritmo que combinó el compositor.
De esta manera, el británico Ralph Vaughan Williams (1872-1958) quedó impresionado por la Sinfonía n.º 7 en do mayor del finlandés Jean Sibelius (1865-1957) y remarcó que «solo Sibelius pudo hacer que la tonalidad sonara fresca».

## Composiciones clásica conocidas en do mayor
- Joseph Haydn (1732-1809): Sinfonías n.º 30, 82 y el segundo movimiento de la 94.
- Wolfgang Amadeus Mozart (1756-1791): Sinfonías n.º 36 y n.º 41 «Júpiter»
- Ludwig van Beethoven (1770-1827): Sinfonía n.º 1, opus 21, Sonata para piano n.º 21, y Sinfonía n.º 5, opus 67 (4.º movimiento).
- Franz Schubert (1797-1828): Sinfonía n.º 9 «Grande».
- Félix Mendelssohn (1809-1847): Marcha nupcial.
- Robert Schumann (1810-1856): Sinfonía n.º 2.
- Richard Wagner (1813-1883): la ópera Die meistersinger von Nürnberg (en la obertura y otras partes).
- Georges Bizet (1838-1875): Sinfonía en do.
- Jean Sibelius (1865-1957): Sinfonía n.º 7, opus 105.
- Maurice Ravel (1875-1937): Boleró.
- Terry Riley (1935-): In C.